# Cantó de Le Diamant
El cantó de Le Diamant  és una divisió administrativa francesa situat al departament de Martinica a la regió de Martinica.

## Composició
El cantó comprèn la comuna de Le Diamant.

## Administració
| Període                                  | Identitat        | Partit | Qualitat |
| ---------------------------------------- | ---------------- | ------ | -------- |
| 2001-2014                                | Gilbert Eustache | RDM    |          |
| Les dades anteriors no són pas conegudes |                  |        |          |